# Never Mind the Buzzcocks
Never Mind the Buzzcocks är ett brittiskt TV-program som ursprungligen producerades av Talkback Thames för BBC, och vanligen visades på BBC Two. Efter ett uppehåll från 2015 hade programmet nypremiär på Sky Max år 2021.Programmet är ett humoristiskt panelprogram om popmusik. Det presenteras av Simon Amstell med Phill Jupitus som ordinarie lagkapten och en gästkapten för det mötande laget. Titeln på programmet är en ordlek på Sex Pistols album Never Mind the Bollocks och bandet Buzzcocks. Never Mind the Buzzcocks  är känt för sina torra, sarkastiska och provokativa attacker mot musikindustrin[källa behövs].

## Historia
Programmet har producerats sedan 1996; från starten fram till december 2005 presenterades det av Mark Lamarr, som också producerade programmet från 2004 fram tills att han lämnade. Efter Lamarr har det presenterats det av ett antal programledare, bland andra Huey Morgan och Jeremy Clarkson och från och med oktober 2006 till 2009 av Simon Amstell. Hösten 2014 blev Rhod Gilbert fast programledare fram till att BBC lade ner programmet våren 2015. Lagkaptener har bland annat varit Phil Jupitus, Sean Hughes (fram till maj 2002), Bill Bailey (september 2002 - februari 2008), fasta lagkaptener blandas med gästande. 
När programmet hade nypremiär på Sky Max hösten 2021 var Greg Davies programledare och Noel Fielding en av de fasta lagkaptenerna.